# HD70340
HD70340 — подвійна зоря. 
Ця подвійна система має видиму зоряну величину в смузі V приблизно 7,0.
Вона розташована на відстані близько 481,8 світлових років від Сонця.

## Подвійна зоря
Головна зоря цієї системи належить до хімічно пекулярних зір й має спектральний клас A1.
В той же час спектральний клас іншої компоненти залишається  ще не визначеним.

## Фізичні характеристики
Зоря HD70340 обертається 
порівняно повільно 
навколо своєї осі. Проєкція її екваторіальної швидкості на промінь зору становить  Vsin(i)= 33км/сек.

## Пекулярний хімічний склад
Зоряна атмосфера HD70340 має підвищений вміст 
Cr
.